# لا فر
لا فرر (به فرانسوی: La Fère) یک کمون (فرانسه) در فرانسه است که در ان (ا-دو-فرانس) واقع شده‌است. لا فرر ۶٫۷۳ کیلومتر مربع مساحت دارد ۵۰ متر بالاتر از سطح دریا واقع شده‌است.

## خواهرخوانده
شهر اوکسن‌هاوزن خواهرخواندهٔ لا فرر هست.